# Surin

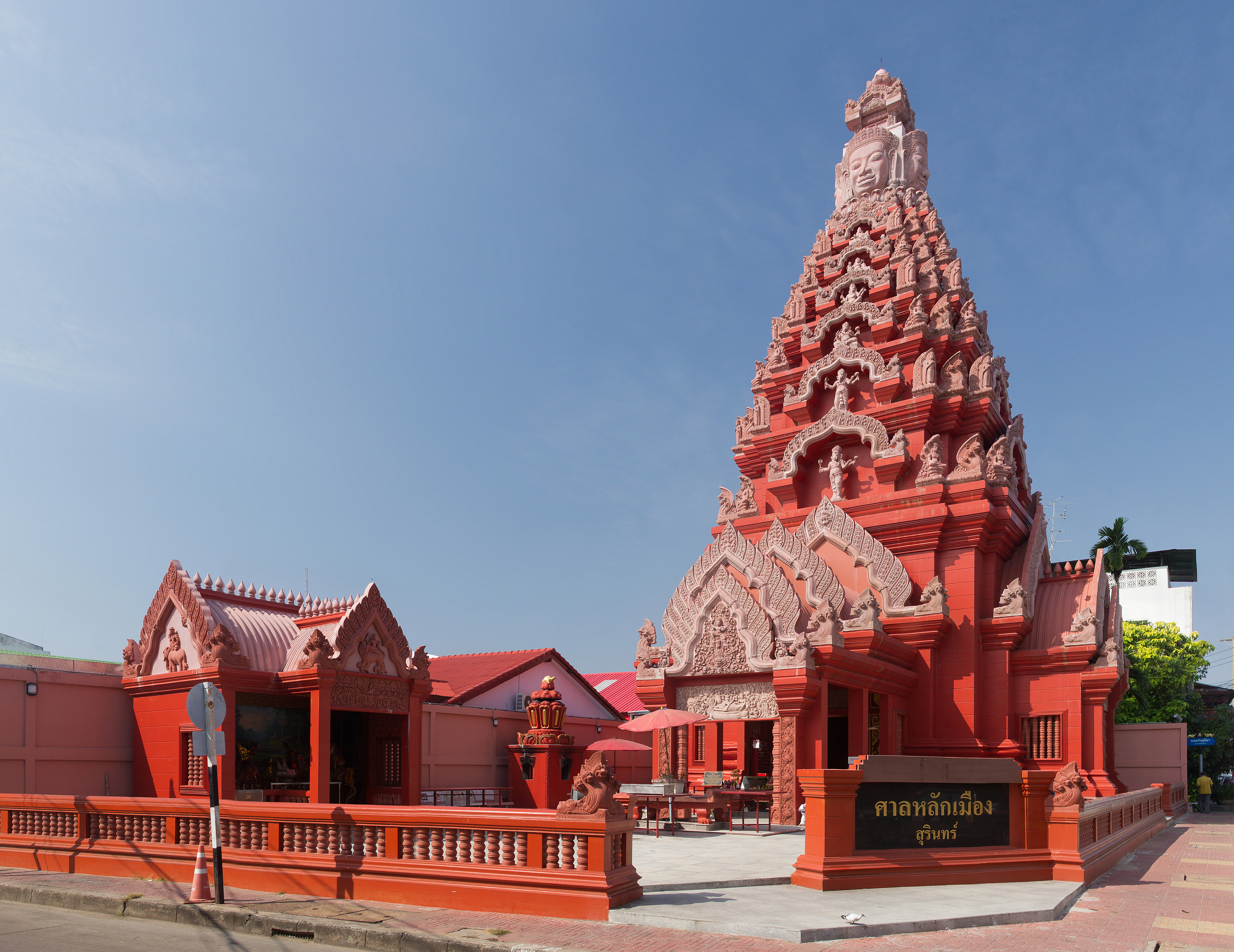
Schrein mit dem Stadtpfeiler (Lak Müang) von Surin

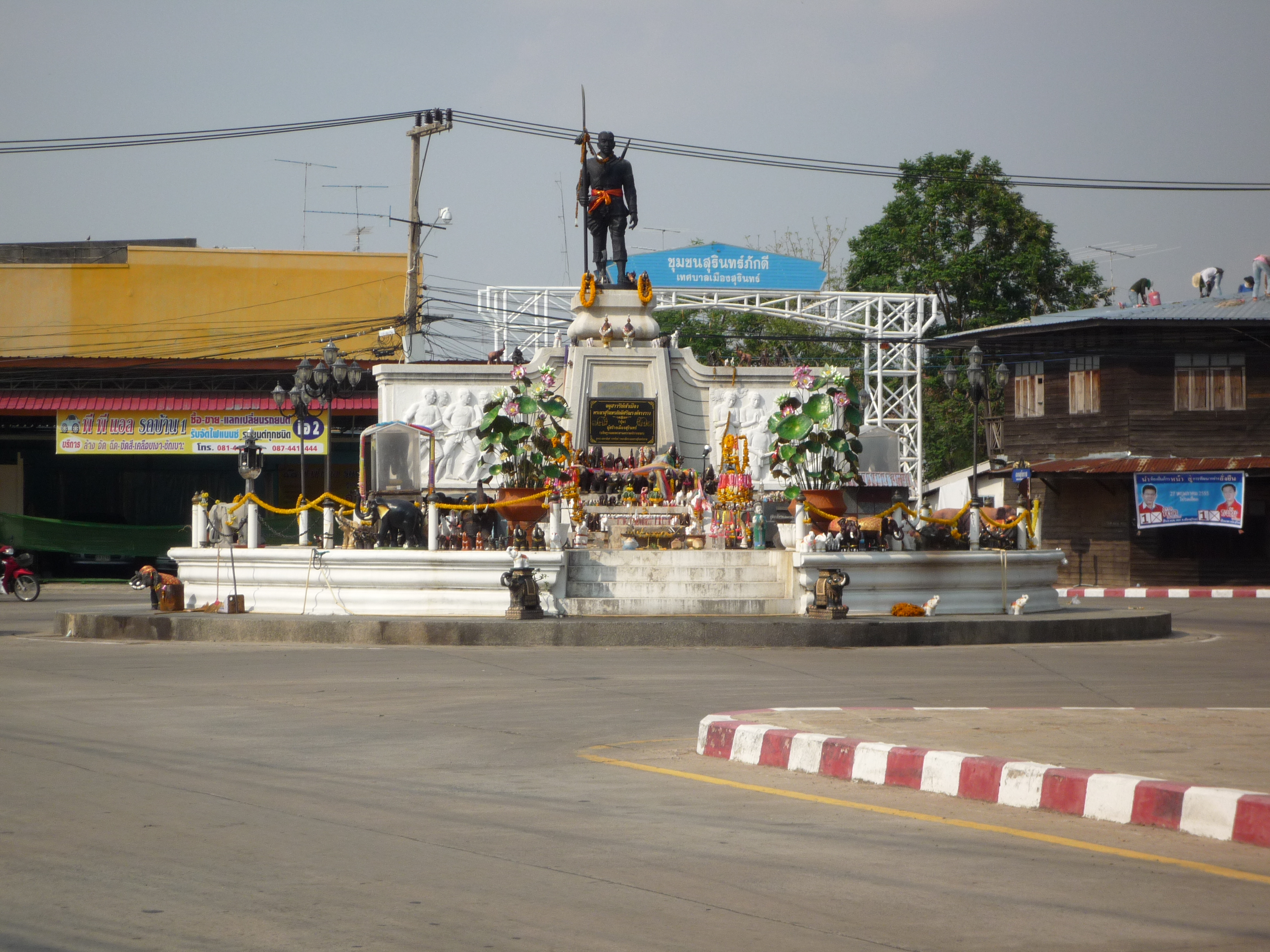
Denkmal für Phraya Surin Phakdi Si Narong Changwang in der Mitte des zentralen Kreisverkehrs von Surin

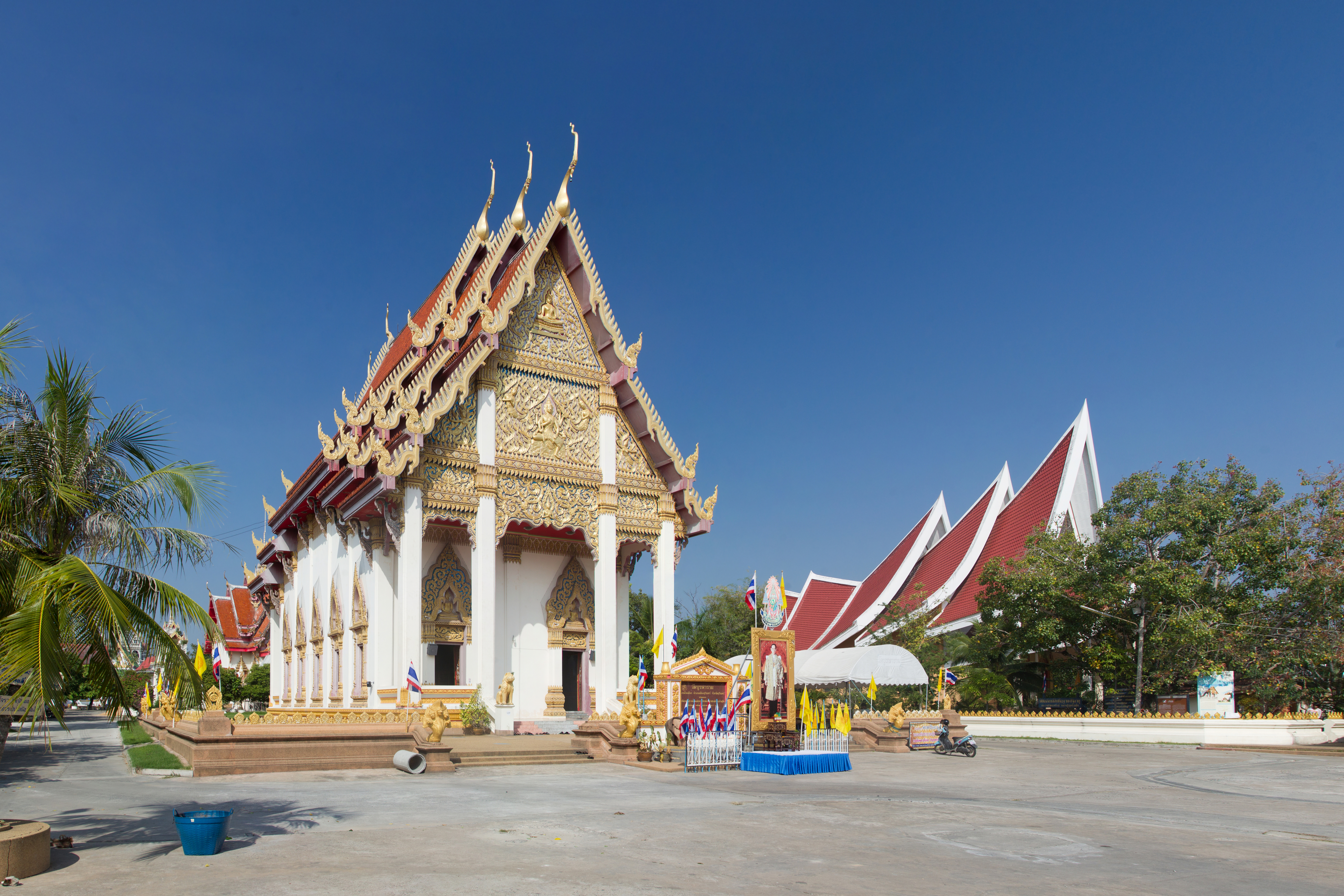
Wat Burapharam

Surin (Thai สุรินทร์, Aussprache: [sùʔrin]) ist die Hauptstadt der thailändischen Provinz Surin in der Nordostregion des Landes. Sie hat den Status einer „Stadt-Kommune“ (เทศบาลเมืองสุรินทร์) und liegt im Bezirk (Amphoe) Mueang Surin.
Die Stadt Surin hat 40.096 Einwohner (Stand 2012).

## Geographie
Die Provinz Surin liegt in der Nordostregion von Thailand, dem sogenannten Isan.
Die Stadt Surin liegt am südlichen Rand der Khorat-Hochebene, einer in der heißen Jahreszeit staubtrockenen, während der Regenzeit überschwemmten Ebene. Die Entfernung zur Hauptstadt Bangkok beträgt etwa 460 Kilometer.

## Geschichte
Surin war ursprünglich eine alte Khmer-Siedlung, davon zeugen die vielen Ruinen von Khmer-Tempeln. Erst 1763 wurde an der Stelle des heutigen Surin ein Dorf gegründet, das später zu einer Stadt (Müang) heranwuchs und „Mueang Prathai Saman“ genannt wurde. Zu jener Zeit soll ein Mann mit Namen Chiangpum hier gelebt haben, der einen weißen Elefanten als Tribut an Chao Phraya Chakri, dem späteren König Phra Phutthayotfa Chulalok (Rama I.) übergab. Ihm wurde deshalb der Titel „Luang Surin Phakdi“ verliehen und als Stadtoberhaupt eingesetzt. Als König Phra Phutthayotfa den Thron bestiegen hatte, wurde Luang Surin Phakdi als Phraya Surin Phakdi Si Narong Changwang der erste Gouverneur, 1786 bekam die Stadt ihren heutigen Namen.

## Wirtschaft und Bedeutung
Aus dieser Gegend stammen angeblich die besten Elefantenführer (Mahuts), meist Angehörige der Kui-Minderheit.
Surin ist das Handels- und Versorgungszentrum für die fast ausschließlich landwirtschaftlich geprägte Region. Wirtschaftsprodukte der Region sind vor allem Reis, aber auch Zuckerrohr, Jute, Seide, Mais und Tapioka. In vielen Dörfern werden außerhalb der Reiserntezeit auch Körbe geflochten und Seidengewebe hergestellt.

## Verkehr

### Flughafen
- Surin Pakdee Airport (Thai: ท่าอากาศยานสุรินทร์ภักดี, militärisch)
- Flughafen Buriram (etwa 50 km entfernt)

### Eisenbahn
Surin besitzt einen Bahnhof an der Bahnstrecke Nakhon Ratchasima–Ubon Ratchathani, einer Verlängerung der von Bangkok kommenden Nordostbahn.

## Bildung
- Surindra Rajabhat Universität
- Technische Universität Rajamangala Isan (RMUTI) Surin Campus

## Sehenswürdigkeiten
- Khmer-Ruinen – etwas außerhalb der Stadt befinden sich zahlreiche weitgehend unbekannte, aber sehenswerte Überreste der alten Khmer-Kultur, aus dem 10. Jahrhundert:
  - Prasat Hin Ban Phuluang (ปราสาทหินบ้านพลวง)
  - Prasat Tamuan Tot (ปราสาทตาเมืองโต๊จ)
  - Prasat Tamuan Thom (ประสาทตาเมืองธม)
  - Prasat Sikhoraphum (ปราสาทศรีขรภูมิ)
  - Prasat Yai Ngao (ปราสาทยายเหงา)

## Surin, die Elefantenstadt

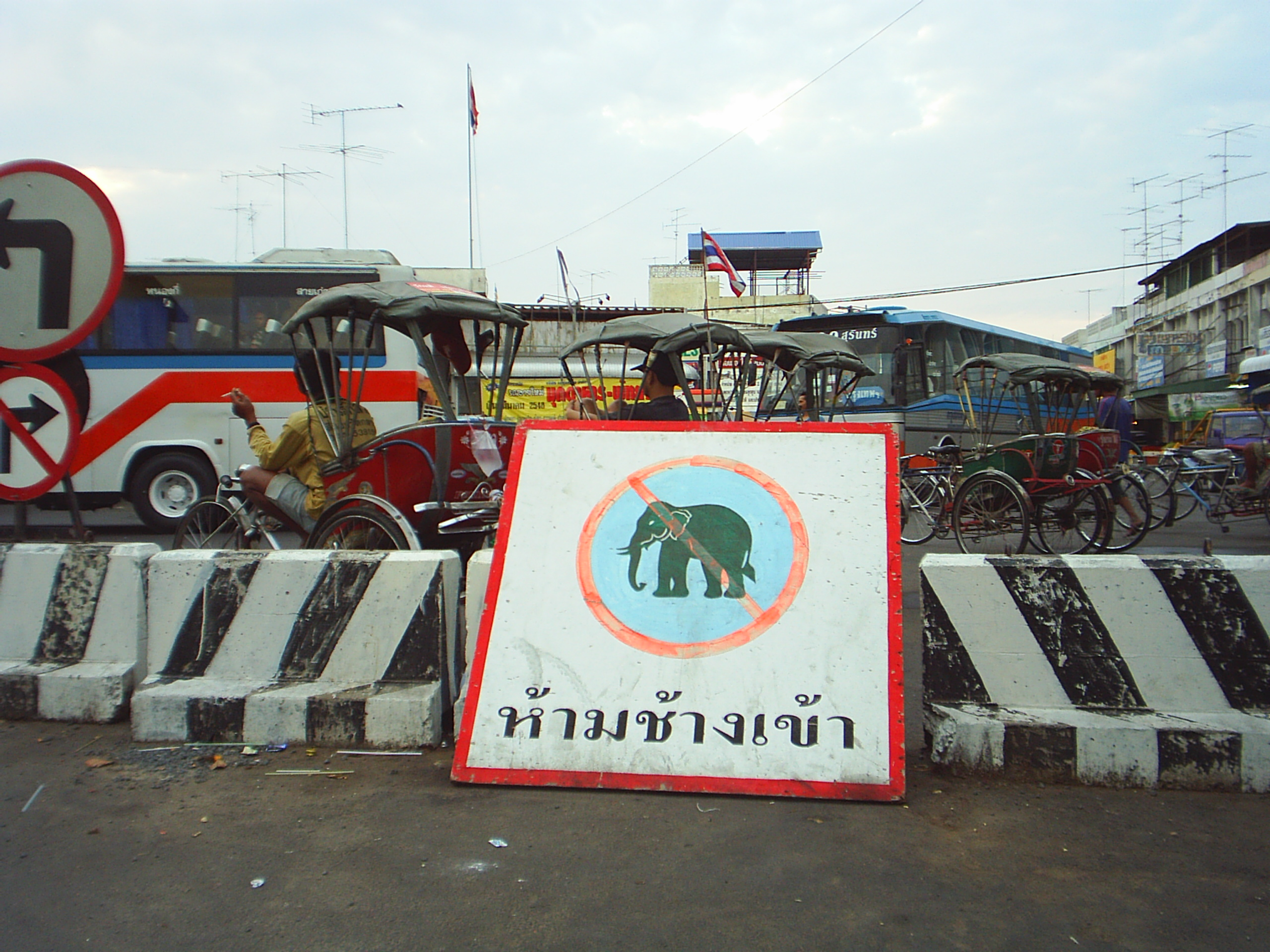
Warnschild in Surin: „Kein Eingang für Elefanten“.

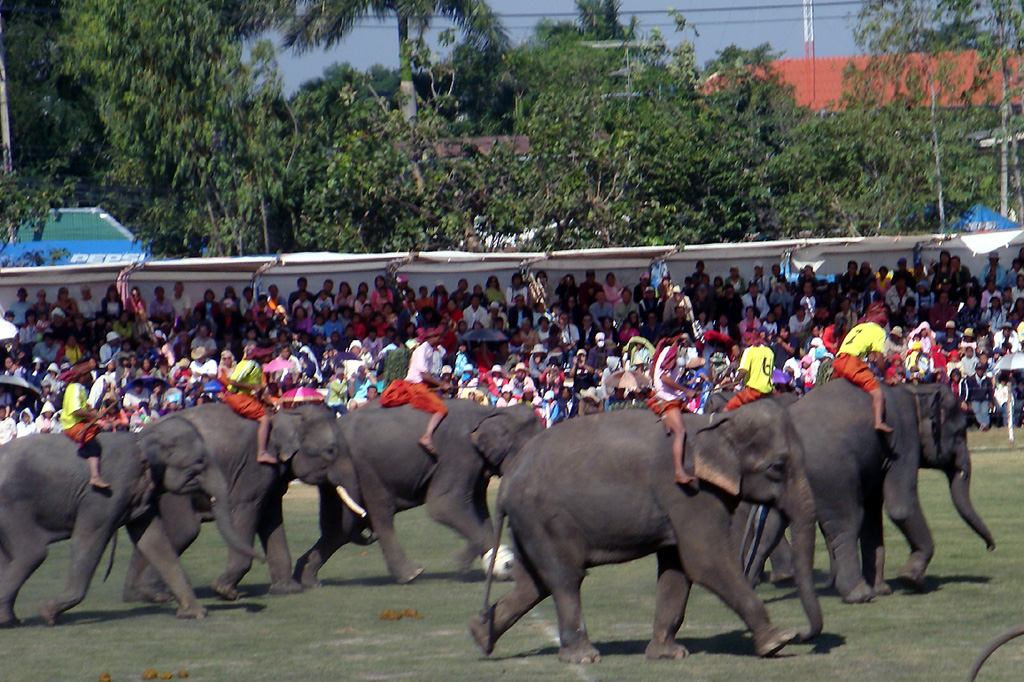
Im November findet in Surin ein großes Elefantenfest statt.

Am dritten Wochenende im November messen sich über mehrere Tage beim Elefantenauftrieb (Volksfest) etwa 200 Elefanten aus ganz Thailand in Geschicklichkeit, Ausdauer und Gehorsam miteinander.
Surin verdankt ihren Ruf als Elefantenstadt vor allem dem Dorf Ban Ta Klang (Thai: บ้านตากลาง, auch หมู่บ้านช้าง – Elefanten-Dorf) im Amphoe Tha Tum, etwa 58 km von der Provinzhauptstadt Surin entfernt. Die meisten Einwohner dieses Dorfes gehören der Minderheit der Suay (Thai: ส่วย) an. Diese ethnische Gruppe, deren Sprache sich sowohl von der thailändischen Sprache, als auch von dem in diesem Grenzgebiet zu Kambodscha überwiegend gesprochenen kambodschanischen Dialekt stark unterscheidet, ist bekannt wegen ihrer Tradition, Elefanten zu züchten und als Arbeitstiere zu benutzen. Seit Jahrhunderten haben die Suay-Männer in den Dschungeln Nordthailands und Kambodschas wilde Elefanten gefangen, sie gezähmt und als Kriegselefanten für die Herrscher des Landes, oder als Arbeitstiere für die Waldarbeit abgerichtet.
Während es noch Anfang der siebziger Jahre rund 10.000 Elefanten in Thailand gab, hat sich deren Bestand durch die immer stärkere Beschneidung ihres Lebensraums seither dramatisch verringert: Es dürfte heute in Thailand noch ca. 3.000 domestizierte Elefanten geben und nur noch ca. hundert Tiere, die in den Nationalparks in freier Wildbahn leben.
Obwohl also die Zeiten lange vorbei sind, wo man in den Wäldern wilde Elefanten jagen und fangen konnte, da die Wälder längst dem Raubbau zum Opfer gefallen sind, gehören für diese Menschen auch noch heute die Elefanten zu ihrem Leben. Das Zentrum der Dickhäuterei ist das Dorf Ban Ta Klang, etwa 20 km nördlich von Surin, in der fast jede zweite Familie einen oder mehrere Elefanten besitzt. Wer allerdings auf eigene Faust die weite Reise zu diesem Dorf unternimmt, um Elefanten in ihrer natürlichen Umgebung zu sehen, wird oft enttäuscht werden. Die Dickhäuter sind meist in den Fremdenverkehrsorten, wo sie ihre Nahrung verdienen müssen, und die im Dorf verbleibenden Elefanten werden tagsüber zum Weiden in die umgebenden Buschwälder geführt.
Einmal jedes Jahr im November findet in Surin das als Attraktion von vielen Touristen besuchte Elefantenfest statt, das auch für die ganze Bevölkerung das große Jahresereignis ist. Bei diesem Elefantenauftrieb führen etwa 100 Dickhäuter vor, was sie gelernt haben, und welche Kunststücke man ihnen beigebracht hat, z. B. ihre Geschicklichkeit beim Transportieren von Baumstämmen. Weiter führen die Elefanten auch regelrechte Sportwettkämpfe mit Stafettenläufen, Basketball und Tauziehen durch und sogar ein Fußballspiel mit Elefanten wird geboten. Gewöhnlich bildet eine Parade von gepanzerten Kriegselefanten den Abschluss der Feierlichkeiten. In einer farbenfrohen Schau werden Bilder und Kämpfe aus der thailändischen Geschichte nachgestellt, bei denen die Elefanten ja eine wichtige Rolle spielten, die dem Besucher einen kleinen Einblick in die bewegte Geschichte Thailands geben.
Die Elefanten wurden früher vor allem zur Arbeit bei der Holzwirtschaft gebraucht. Seitdem der Holzeinschlag aber von der Regierung verboten wurde, gibt es hier keine Beschäftigung mehr für die Tiere. Der Mangel an Beschäftigung zwingt heute die Besitzer, für sich und die Tiere ein anderes Auskommen zu finden. Sie versuchen deshalb vor allem mit Farang-Besuchern Geld zu verdienen.
Sie ziehen dazu gen Süden nach Bangkok, oder in die Touristenzentren Pattaya oder Phuket, und verdienen sich dort ihren Lebensunterhalt, indem sie einen Ritt auf dem Elefanten anbieten, oder tagsüber am Strand und abends an den Bars längsziehen, und die Touristen die Elefanten mit Bananen und Zuckerrohr füttern lassen. Die völlig andere Lebensweise, der diese Tiere dort ausgesetzt sind, bringt aber eine Menge gesundheitliche Probleme und Gefahren, vor allem für die jungen Tiere.

## Persönlichkeiten

### Hier geboren
- Tony Jaa (* 1976), Schauspieler
- Wirat Wangchan (* 1976), Fußballspieler und -trainer
- Puthasas Boonpok (* 1980), Fußballspieler
- Boonmee Boonrod (* 1982), Fußballspieler
- Bunjong Thongsuk (* 1983), Fußballspieler
- Sutthipong Saenkla (* 1986), Fußballspieler
- Kanjana Sungngoen (* 1986), Fußballspielerin
- Chayanisa Chomchuendee (* 1988), Stabhochspringerin
- Yuttana Ruangsuksut (* 1989), Fußballspieler
- Anusorn Srichaluang (* 1989), Fußballspieler
- Siroch Chatthong (* 1992), Fußballspieler
- Sarawut Inpaen (* 1992), Fußballspieler
- Yotsapon Teangdar (* 1992), Fußballspieler
- Kittiphong Pluemjai (* 1993), Fußballspieler
- Kittipong Wongma (* 1995), Fußballspieler
- Patipat Kamsat (* 1996), Fußballspieler
- Kevin Sangsamanan (* 1997), Fußballspieler
- Nutchanon Soijit (* 1997), Fußballspieler
- Panyawat Nisangram (* 1999), Fußballspieler
- Kritsana Daokrajai (* 2001), Fußballspieler
- Pharadon Phatthaphon (* 2001), Fußballspieler
- Jonathan Khemdee (* 2002), thailändisch-dänischer Fußballspieler
- Kittichai Yaidee (* 2002), Fußballspieler
- Thanawat Saipetch (* 2004), Fußballspieler
- Puripol Boonson (* 2006), Sprinter